# Obersteinbach (Württemberg)
Obersteinbach is een plaats in de Duitse gemeente Waldenburg, deelstaat Baden-Württemberg, en telt 173 inwoners (2006).